# Marisa Monte

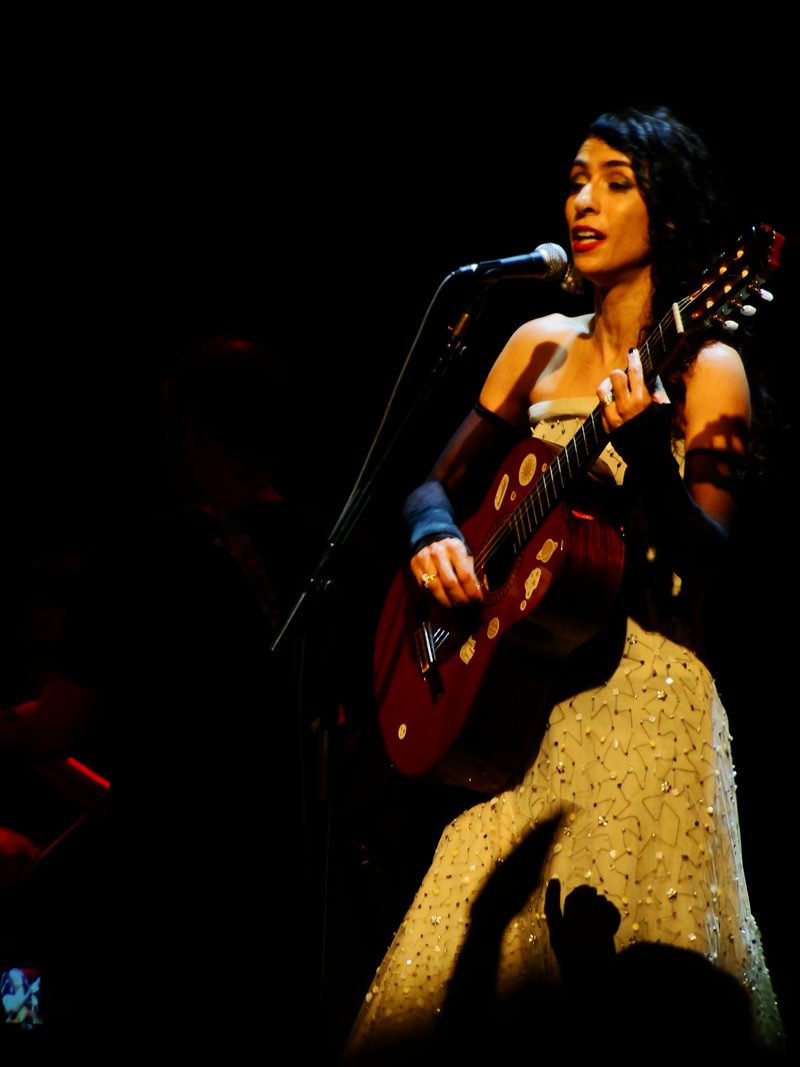
Marisa Monte (2012)

Marisa de Azevedo Monte (* 1. Juli 1967 in Rio de Janeiro) ist eine brasilianische Sängerin und einer der größten Stars der Música Popular Brasileira (MPB). Sie hat sich auch in Europa, den USA und Japan einen Namen gemacht.

## Leben
Marisa Monte ist als klassische Sängerin ausgebildet. Ihr warmer Mezzosopran ist sehr flexibel und gibt ihren aus verschiedenen Stilen der MPB kombinierten Liedern eine faszinierende Note. Sie pflegt in ihrem Repertoire traditionelle Samba- und Folklore-Melodien, ist aber auch offen für neue Entwicklungen und andere Stilrichtungen.
Sie arbeitet häufig mit den Musikern und Songwritern Carlinhos Brown, Arnaldo Antunes, Nando Reis und mit dem New Yorker Noise-Gitarristen und Produzenten Arto Lindsay zusammen. Mit Brown und Antunes bildete Marisa Monte 2002 das Bandprojekt Tribalistas, deren Titel Já Sei Namorar (Ich weiß zu lieben) monatelang die brasilianischen Charts anführte, aber auch in Europa und den USA recht erfolgreich war. 1990 und 1998 gab sie Konzerte am Montreux Jazz Festival. Wie alle bis 2013 aufgenommenen Konzerte sind sie Teil des Nachlasses zum Montreux Jazz Festival und wurden 2013 als Weltdokumentenerbe der UNESCO registriert.
Von 2003 bis 2007 war sie verheiratet mit dem 16 Jahre jüngeren Musiker Pedro Bernardes. Am 17. Dezember 2002 kam ihr Sohn zur Welt, 2008 wurde ihre Tochter geboren.

## Diskografie

### Studioalben
- 1991: Mais (BR: ×2Doppelplatin )
- 1994: Verde, Anil, Amarelo, Cor-de-Rosa e Carvão (BR: ×3Dreifachplatin )
- 1996: Barulhinho Bom (BR: Platin)
- 2000: Memórias, Crônicas e Declaracões de Amor (BR: Diamant)
- 2002: Tribalistas (Band mit Carlinhos Brown und Arnaldo Antunes)
- 2006: Infinito Particular
- 2011: O Que Você Quer Saber de Verdade
- 2017: Tribalistas
- 2021: Portas

| Jahr | Titel                            | Höchstplatzierung, Gesamtwochen, AuszeichnungChartsChartplatzierungen (Jahr, Titel, Platzierungen, Wochen, Auszeichnungen, Anmerkungen) | Anmerkungen                                              |
| Jahr | Titel                            | PT | Anmerkungen                                              |
| ---- | -------------------------------- | --- | -------------------------------------------------------- |
| 2006 | Infinito particular              | PT7 Gold · (9 Wo.)PT | Erstveröffentlichung: 10. März 2006 · BR: ×2Doppelplatin |
| 2006 | Universo ao meu redor            | PT9 (4 Wo.)PT | Erstveröffentlichung: 10. März 2006 · BR: ×2Doppelplatin |
| 2011 | O que você quer saber de verdade | PT8 (7 Wo.)PT | Erstveröffentlichung: 31. Oktober 2011                   |
| 2021 | Portas                           | PT6 (5 Wo.)PT | Erstveröffentlichung: 1. Juli 2021                       |

### Livealben
- 1989: MM (BR: ×2Doppelplatin )

| Jahr | Titel               | Höchstplatzierung, Gesamtwochen, AuszeichnungChartsChartplatzierungen (Jahr, Titel, Platzierungen, Wochen, Auszeichnungen, Anmerkungen) | Anmerkungen                                   |
| Jahr | Titel               | PT | Anmerkungen                                   |
| ---- | ------------------- | --- | --------------------------------------------- |
| 2014 | Verdade, uma ilusão | PT18 (2 Wo.)PT | Erstveröffentlichung: 16. Mai 2014 · BR: Gold |

### Kompilationen
| Jahr | Titel   | Höchstplatzierung, Gesamtwochen, AuszeichnungChartsChartplatzierungen (Jahr, Titel, Platzierungen, Wochen, Auszeichnungen, Anmerkungen) | Anmerkungen                                     |
| Jahr | Titel   | PT | Anmerkungen                                     |
| ---- | ------- | --- | ----------------------------------------------- |
| 2016 | Coleção | PT10 (13 Wo.)PT | Erstveröffentlichung: 29. April 2016 · BR: Gold |

### Videoalben
- 1989: MM ao Vivo (BR: Gold)
- 1991: Mais (BR: Gold)
- 1997: Barulhinho Bom – Uma Viagem Musical (BR: Gold)
- 2001: Memórias, Crônicas, e Declarações de Amor (BR: Diamant)
- 2002: Tribalistas
- 2008: Infinito ao Meu Redor (BR: ×2Doppelplatin )
- 2014: Verdade, Uma Ilusão (BR: Platin)

## Auszeichnungen für Musikverkäufe
Anmerkung: Auszeichnungen in Ländern aus den Charttabellen bzw. Chartboxen sind in ebendiesen zu finden.
| Land/RegionAuszeichnungen für Musikverkäufe (Land/Region, Auszeichnungen, Verkäufe, Quellen) | Gold     | Platin       | Diamant     | Verkäufe  | Quellen             |
| -------------------------------------------------------------------------------------------- | -------- | ------------ | ----------- | --------- | ------------------- |
| Brasilien (PMB)                                                                              | 5× Gold5 | 15× Platin15 | 2× Diamant2 | 3.805.000 | pro-musicabr.org.br |
| Portugal (AFP)                                                                               | Gold1    | —            | —           | 10.000    | Einzelnachweise     |
| Insgesamt                                                                                    | 6× Gold6 | 15× Platin15 | 2× Diamant2 |           |                     |